# ایسکوژینو
ایسکوژینو (به لاتین: Iskuzhino) یک منطقهٔ مسکونی در روسیه است که در باشقیرستان واقع شده‌است.